# Anna Maria Bacher
Anna Maria Bacher (* 9. März 1947 in Grovella, Formazza, Italien) ist eine italienische Dorflehrerin und Lyrikerin. Bekannt wurde sie durch ihre parallel in walserdeutscher Mundart und auf Italienisch verfassten Gedichte, deren feinsinnige Inhalte auch mehrere Komponisten (unter anderen Thüring Bräm, Martin Derungs, Ulrich Gasser und Heinz Holliger) zu Vertonungen angeregt haben.

## Leben
Bacher verbrachte ihre Kindheit im Weiler Grovella (walserdeutsch Gurfulu). Ihr Vater war Staudammwärter am Lago di Morasco. Nach der fünfjährigen Grundschule, die sie im Weiler Ponte (walserdeutsch Zum Stäg) besuchte, wurde sie am Collegio Rosmini in Domodossola zur Lehrerin ausgebildet. 1969 kehrte sie in ihr Heimattal, das Val Formazza oder deutsch Pomatt, zurück, wo sie bis 1992 als Lehrerin an der Dorfschule wirkte.
Bacher wohnt heute im Weiler Brendo (walserdeutsch In dä Brendu) und ist mit dem bis zu seiner Pensionierung für die Enel arbeitenden Luigi Bucchi de Giulio verheiratet (die Bucchi stammen ursprünglich aus dem benachbarten Walserdörfchen Salecchio, heute zur Gemeinde Premia gehörig). Sie leitet heute das Walsermuseum in der Casa Forte, dem Schteihüüs.
Erste italienische Gedichte schrieb Bacher schon im Lehrerseminar. Den Anstoss zum Schreiben in ihrer altertümlichen, heute vom Aussterben bedrohten höchstalemannischen Mundart, dem Pumattertitsch, gab der 1983 erstmals ausgetragene Premio letterario Val Formazza. Den ersten Auftritt vor einer grösseren Öffentlichkeit hatte sie 1986 anlässlich des Festaktes «700 Jahre Walser im Rheinwald» im bündnerischen Hinterrhein. 1988 erschien Bachers erstes Gedichtbändchen, das rasch auch ausserhalb ihrer engeren Heimat Aufsehen erregte, nicht zuletzt dank der Besprechung durch das Schweizer Radio. Im folgenden Jahr wurde sie mit dem Preis der Kulturstiftung Martin-Peter Enderlin ausgezeichnet, und es folgten zahlreiche Einladungen zu Lesungen, unter anderem 1998 zu einer Ausstellungsvernissage des Architekten Peter Zumthor in Chur sowie 2006 zur Eröffnung der Lucerne Festival, wo sie im Anschluss an die Rede von Bundespräsident Moritz Leuenberger einige ihrer Texte vortrug.
Eine grössere Zahl von Bachers Gedichten wurde von renommierten Komponisten in Musik umgesetzt. Für den Oboisten Heinz Holliger war die Begegnung mit Bachers Lyrik «ein Naturereignis, wie eine gewaltige Lawine oder ein unglaubliches Gewitter», das die musikalische Imagination sofort in Gang gesetzt habe.
Kurt Wanner, Publizist und langjähriger Sekretär der Walservereinigung Graubünden, würdigte Bachers Lyrik wie folgt:

«In kurzen, träfen Wortbildern, die ein beinahe suggestives Spannungsgeflecht erzeugen, hält Anna Maria Bacher Augenblicke der Freude und der Traurigkeit, Erinnerungen an Tage der Kindheit und Ahnungen von kommenden Zeiten fest. Hier erfährt der Leser, was das Leben in den Bergen erst lebenswert macht: Herbe Schönheit, die das Bewusstsein unserer Sinnlichkeit erhöht und verfeinert, Zärtlichkeit und kaum spürbares Berühren, «Lertschänä und Ambeisukschmakch» (Harzduft und der Geruch der Ameisen), «t Schtärna, wa schtêpfän t Nacht mêt ischu Glantzä» (die Sterne, die mit ihrem eisigen Glanz die Nächte durchbohren), «z Tzit, wa fart» (die zerrinnende Zeit). In dieser modernen Lyrik, festgehalten in einer uralten Sprache, sind keine lauten Geräusche notwendig, um überzeugen zu können. Gerade hier wird Sprache bedeutungsvoll in einer Zeit und an einem Ort, wo sie in ihrer Verletzlichkeit und ihrem kaum beachteten Dasein jeden Tag vom Sterben bedroht ist.»

## Werk
- Z Kschpel fam Tzit. Il gioco del tempo, Verbania 1988
- Litteri un Schattä. Luci e ombre, Visp 1992
- Z Tzit fam Schnee. Die Zeit des Schnees. Il tempo della neve, Chur/Splügen 1994
- Gägäsätz. Contrasti. Gegensätze, Brig 2001 (auch als Hörbuch)
- Kfarwät Schpurä. Farbige Spuren. Tracce colorate, ? 2004 und Zürich 2011
- Wê im ä Tröim. Alte und neue Gedichte. Vecchie e nuove poesie, Chur 2006
- Mu fertzellt, Pomatt 2007
- Öigublêkch. Augenblicke. Colpo d’occhio, Domodossola 2015 und Zürich 2017

Zweisprachige Auswahl (Pumattertitsch – Standarddeutsch) in Erika Hössli, Kurt Wanner (Hrsg.): Uber alli Grenzä. Walser Dialekttexte der Gegenwart. Gasser, Chur 1992, S. 30–55.

## Vertonungen
- Thüring Bräm: Le piccole stagioni – die kleinen Jahreszeiten. Für Singstimme, Flöte und Klaviertrio. Nach Gedichten von Anna Maria Bacher. 1996
- Heinz Holliger: Puneigä, zehn Lieder mit Zwischenspielen nach Gedichten von Anna Maria Bacher. In Pumatter Titsch. Mainz 2002
- Heinz Holliger: Induuchlen. 2011
- Martin Derungs: 9 Gedichte von Anna Maria Bacher. Für Sopran, Bratsche und Klavier. 2011
- Roger Faedi: Sechs Lieder auf Gedichte von Anna Maria Bacher in Pomatter Titsch. 2012.
- Ulrich Gasser: Êch läbä noch. 2012